# Four Ever
Four Ever är en gotländsk sånggrupp som funnits sedan år 2000.
Four Ever är en vokalkvartett bestående av Britta Backlund Rödland, Helena Kåring, Kristofer Kåring och Öyvind Rödland. Gruppen hämtar inspiration bland annat från förebilder som Gals and Pals, The Manhattan Transfer och Singers Unlimited och tonvikten ligger därför åt jazzhållet, men man sjunger också gärna folkmusik och sakral musik.
Four Ever uppträder ofta tillsammans med Gotländska Jazzlaget och Kammarkören Capella Gotlandica, och har även samarbetat med Bacchi Bröder och medverkar på deras skiva Julfrid över Gotland (2006). Man framträder också gärna helt själva i olika sammanhang, bland annat så sjunger Four Ever ofta på bröllop och fester.